# Rodrigo Ruiz (strzelec)
Rodrigo Ruiz Soto (ur. 29 września 1929 w Turrialbie, zm. 17 czerwca 2014 w San José) – kostarykański strzelec, olimpijczyk.
Brał udział w igrzyskach olimpijskich w 1968 (Meksyk) i 1980 (Moskwa). Na obu startował w konkurencji pistoletu dowolnego z odl. 50 m, w których zajmował odpowiednio: 68. i 29. miejsce.
Ruiz był prawdopodobnie najstarszym kostarykańskim sportowcem uczestniczącym w igrzyskach olimpijskich (w chwili startu w Moskwie, miał ukończone 50 lat i 295 dni).

## Wyniki olimpijskie
| Igrzyska | Konkurencja            | Wynik                           | Miejsce    | Źródło |
| -------- | ---------------------- | ------------------------------- | ---------- | ------ |
| IO 1968  | Pistolet dowolny, 50 m | 485 punktów (87-76-77-86-86-73) | 68 (na 69) | [ 3 ]  |
| IO 1980  | Pistolet dowolny, 50 m | 512 punktów (84-89-84-84-79-92) | 29 (na 33) | [ 4 ]  |